# Dahlgrenius hilaris
Dahlgrenius hilaris är en skalbaggsart som först beskrevs av Schmidt 1890.  Dahlgrenius hilaris ingår i släktet Dahlgrenius och familjen stumpbaggar. Inga underarter finns listade i Catalogue of Life.